# توماس دافي
توماس دافي (بالفرنسية: Thomas Davy)‏ ولد بتاريخ 1 مايو 1968 في باريس، هو دراج فرنسي سابق في صنف سباق الدراجات على الطريق.

## روابط خارجية
- توماس دافي على موقع أرشيف الدراجات (الإنجليزية)
- توماس دافي على موقع إحصائيات الدراجات الإحترافية (الإنجليزية)